# Susanna Heli
Susanna Heli, född 1973, är en svensk doula, sjukgymnast, undersköterska och författare.
Som sjukgymnast har Heli en psykosomatisk inriktning och är specialiserad på graviditet och förlossning. Hon har utvecklat metoden "Föda utan rädsla" och håller kurser i metoden för gravida som ska förbereda dem inför förlossningen. Metoden går ut på att använda sig av andningsövningar och avslappningsövningar under förlossningen. Heli har skrivit böckerna Trygg förlossning (2017, Gothia Fortbildning) och Föda utan rädsla (2019, Albert Bonniers Förlag).